# Локон юности

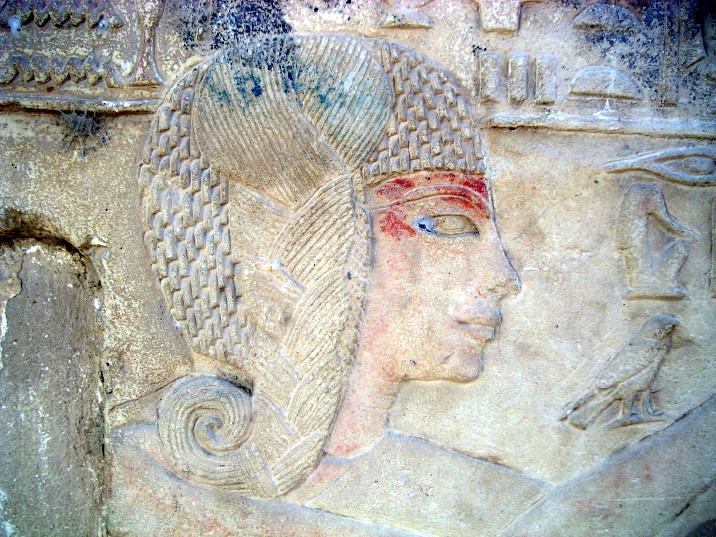
Изображение жреца Иунмутефа в саккарской гробнице Хоремхеба, XV век до н.э.

Ло́кон юности (также прядь юности) — в Древнем Египте детская косичка из длинной пряди волос на выбритой голове, закрученная на конце в локон; символ несовершеннолетия. 
Волосы сбривали, оставляя одну или несколько прядей: девочкам — на темени, мальчикам — по бокам головы. Сан sem-жрецов предполагал ношение юношеского локона, поскольку обязанности восходили к исполнению ритуалов сыновьями для своих больных отцов в ранних погребальных культах.

## Боги с локоном юности
Лунные божества Ях и Хонсу изображались с «локоном юности».
Древнеегипетский бог Айхи изображался с «локоном юности».
Египетский бог зимнего солнца Гарпехрути (Гор младший), сын Осириса и Исиды, изображался в виде голого ребёнка с детской косой на голове и пальцем правой руки во рту. Греки переняли его как Гарпократа, сохранив обнажённость и «локон юности». 

## Галерея

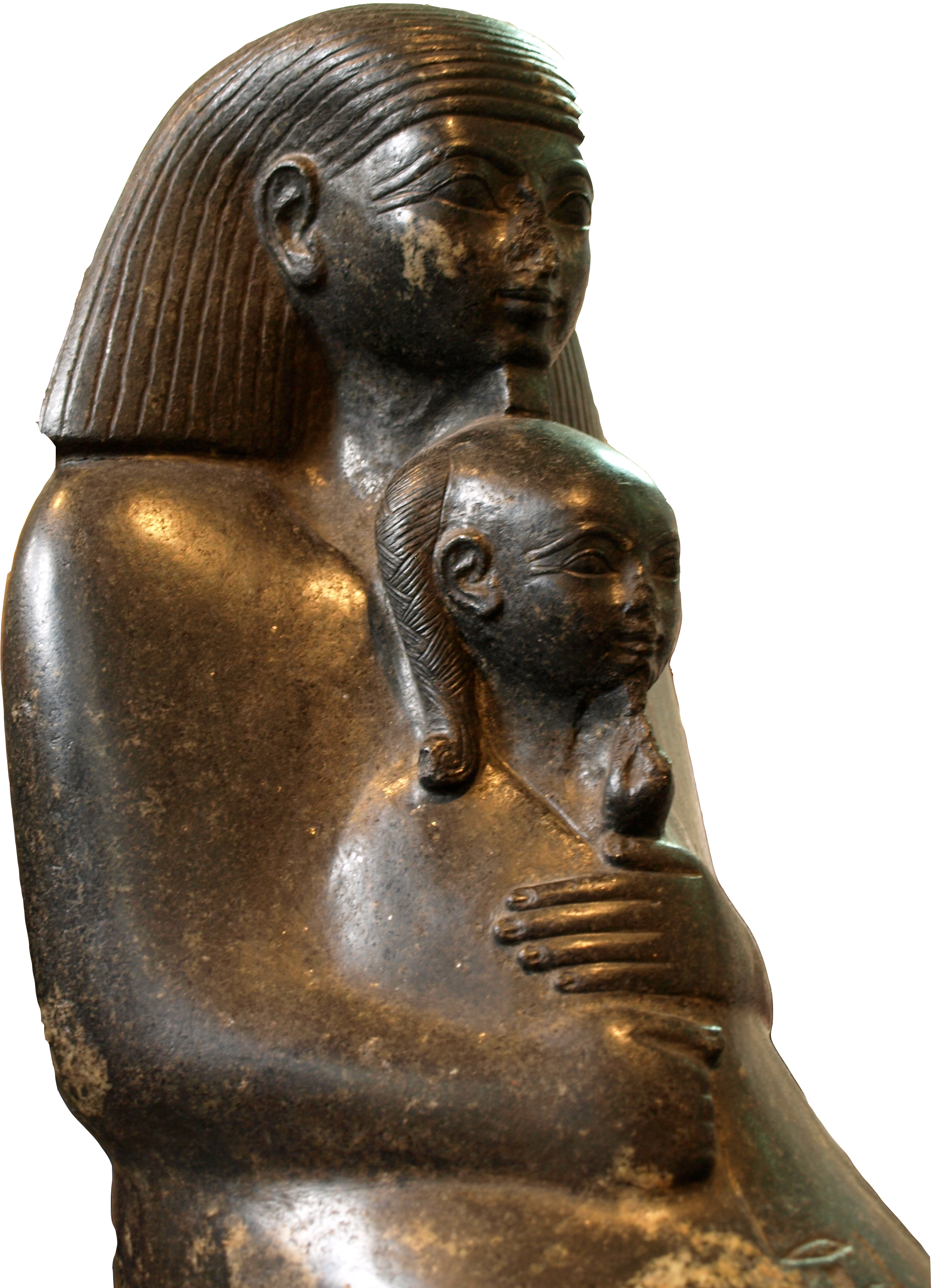
Египетская принцесса Нефрура с детской косичкой на руках у архитектора Сенмута (XVIII династия, правление Хатшепсут), Британский музей
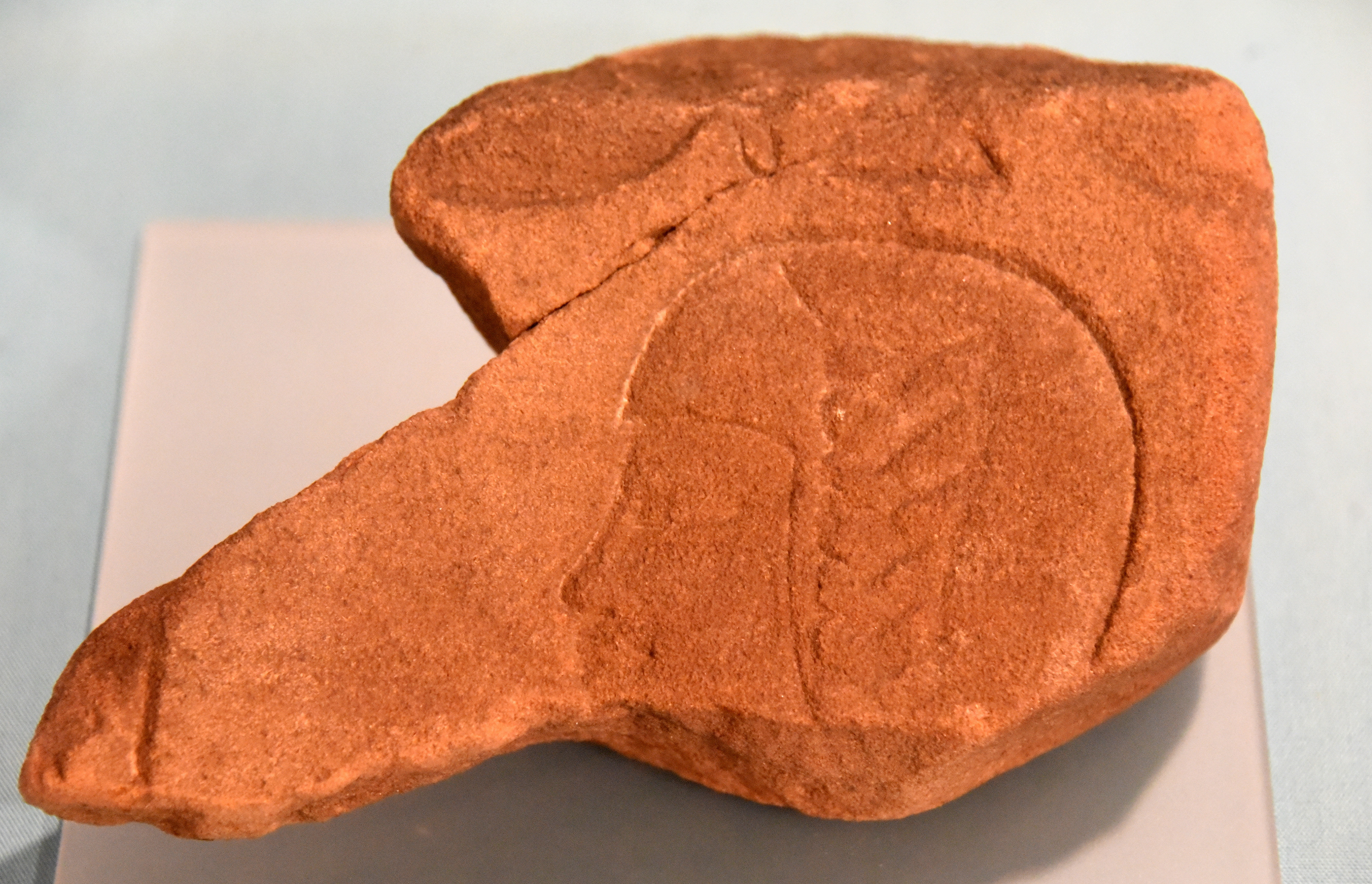
Фрагмент из храма Аменхотепа III с изображением принца (возможно, Эхнатона до его интронизации), XVIII династия. Музей Питри
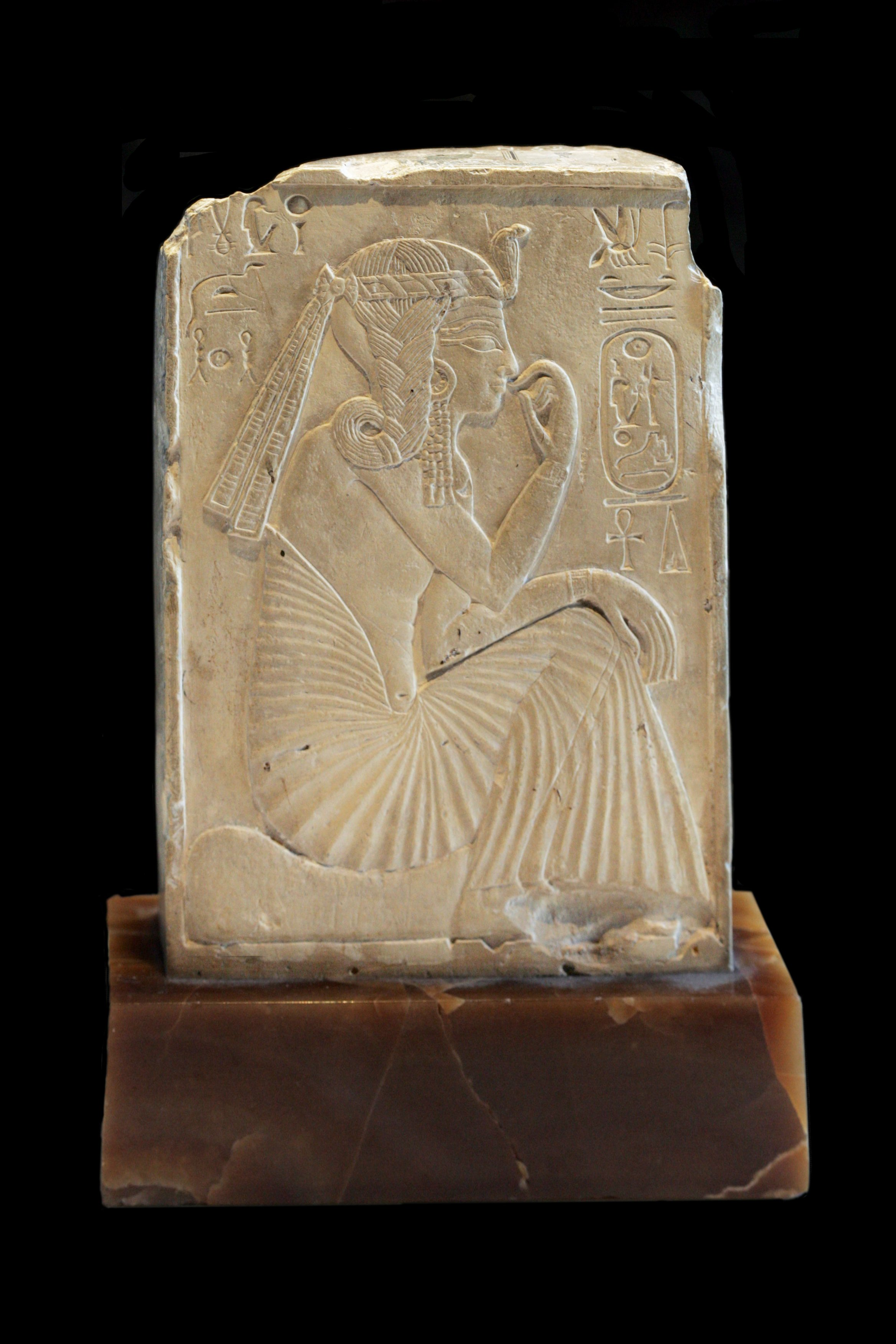
Изображение Рамсеса II в детстве, XIX династия
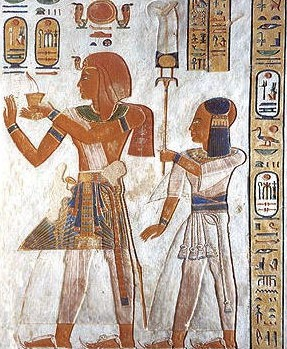
Рамсес III и принц Хаэмуас II, гробница QV44, XII век до н. э.
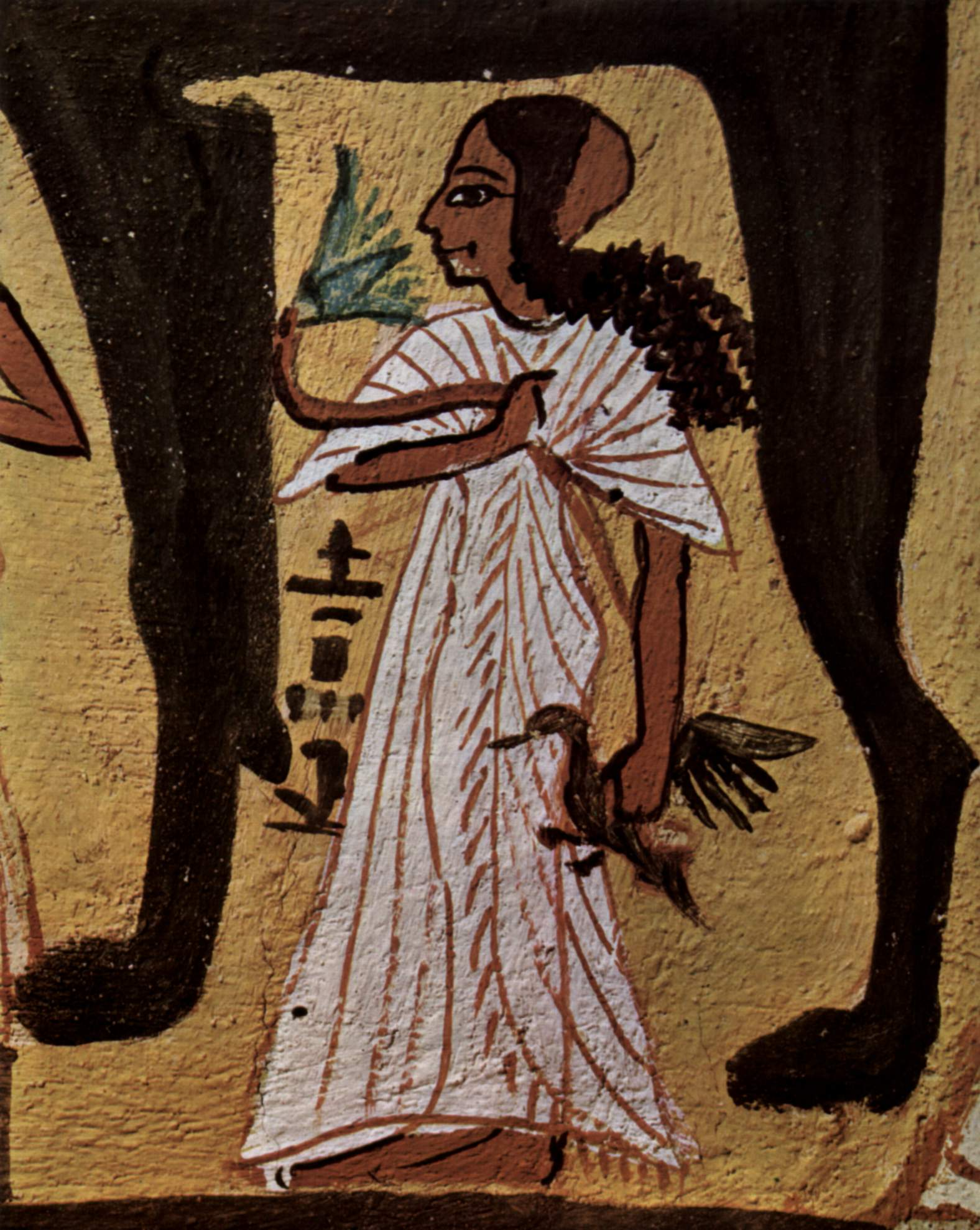
Изображение девочки в гробнице Сеннеджема, ок. 1200 год до н.э.
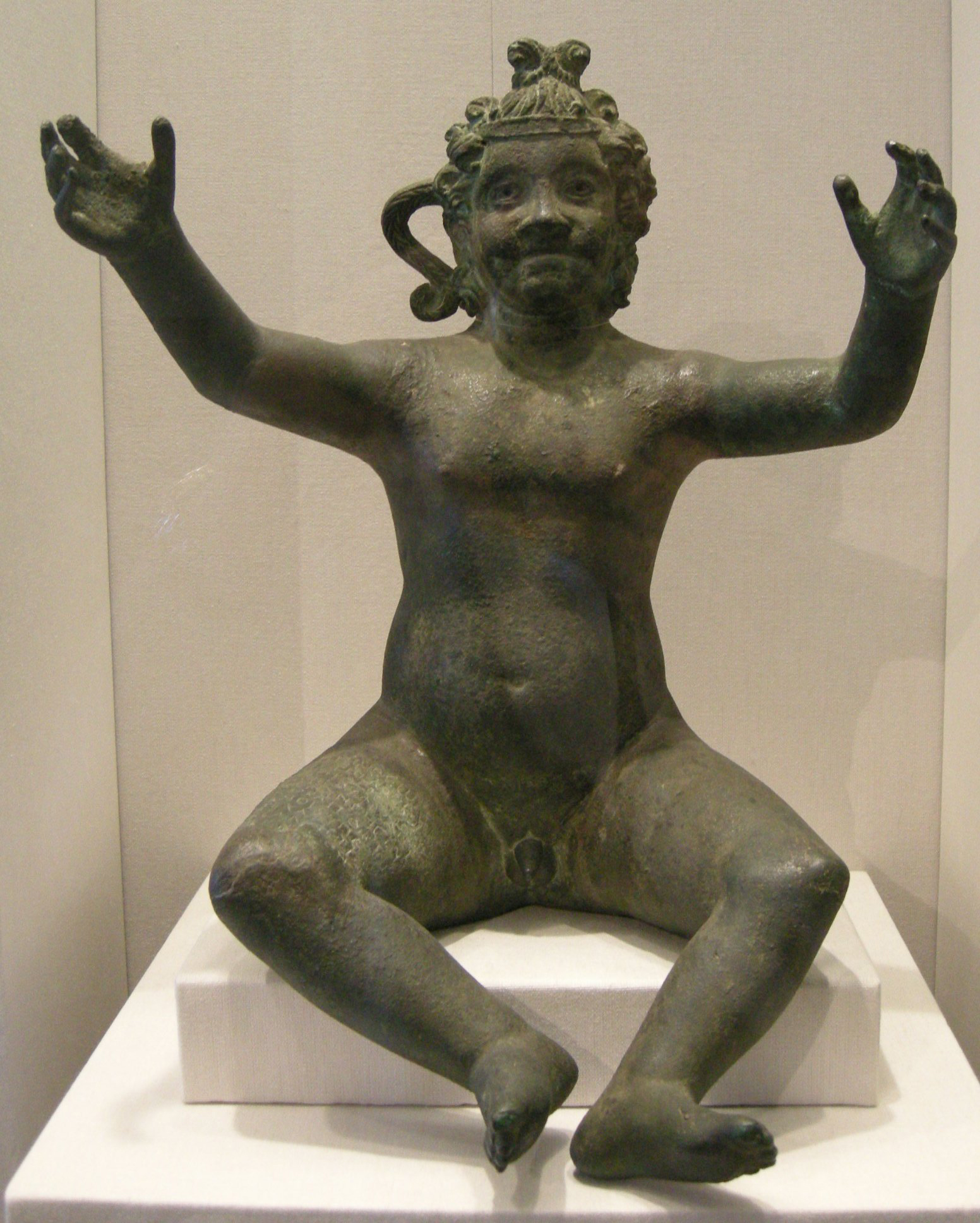
Гарпократ с «локоном юности», начало III века н.э., Поздний римский период. California Palace of the Legion of Honor